# Yuval Ne'eman

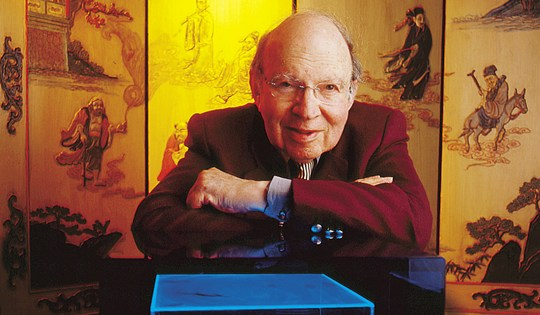
Yuval Ne'eman

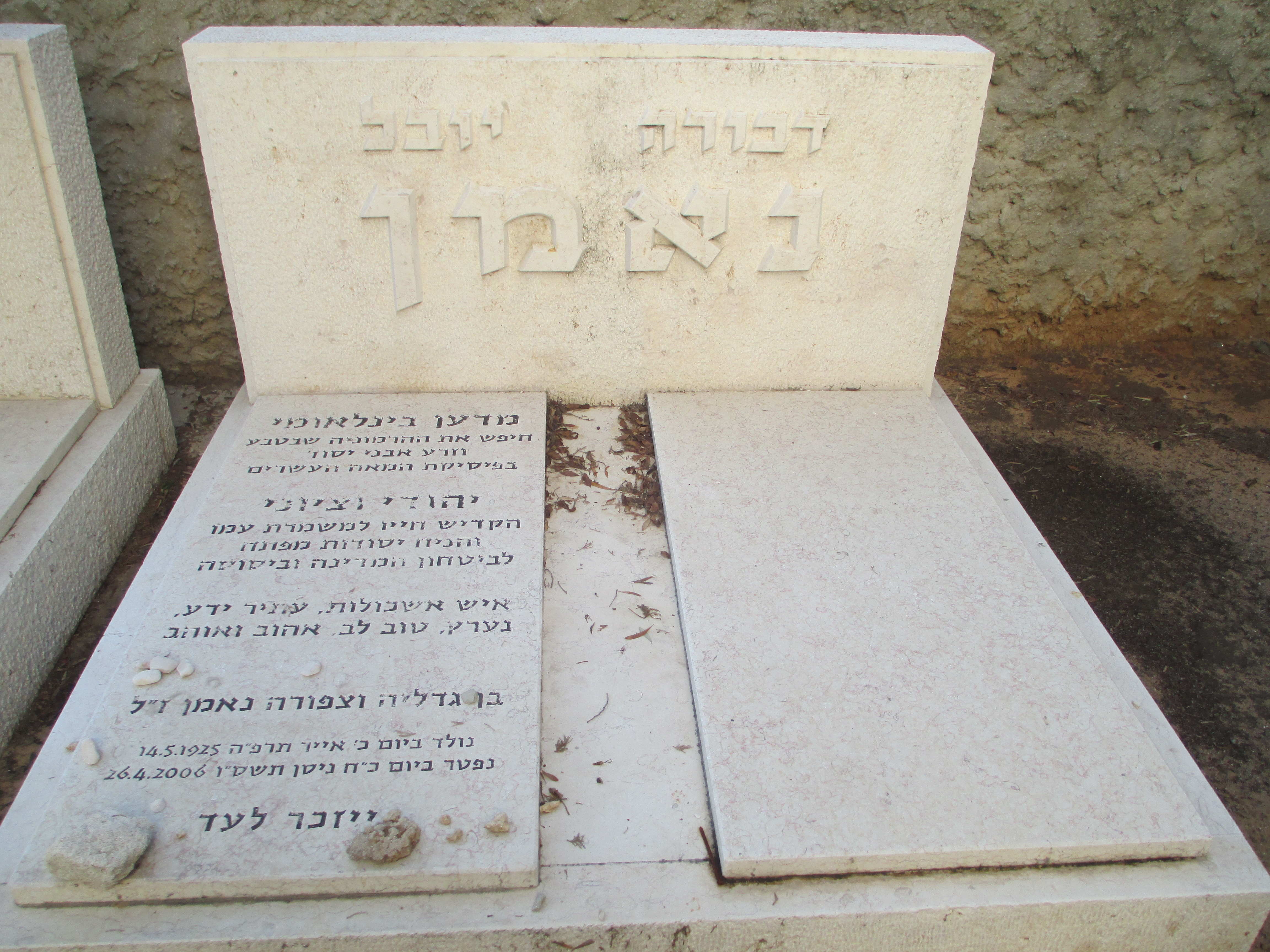
Graf van Yuval Ne'eman

Yuval Ne'eman (Hebreeuws: יובל נאמן) (Tel Aviv, 14 mei 1925 - aldaar, 26 april 2006) was een Israëlische militair, diplomaat, natuurkundige en politicus.
Reeds op vijftienjarige leeftijd behaalde hij zijn middelbareschooldiploma waarna hij werktuigbouwkunde ging studeren en zich tevens voegde bij de Israëlische paramilitaire organisatie de Hagana. Vanaf de Israëlische Onafhankelijkheidsoorlog in 1948 was hij als officier in het Israëlische leger werkzaam. Van 1955 tot 1957 was hij plaatsvervangend directeur van de geheime dienst van het leger en vervolgens van 1958 tot 1960 als militair attaché verbonden aan de Israëlische ambassade in Londen. Tegelijkertijd studeerde hij aan de universiteit van Londen natuurkunde. In 1961 verliet hij het leger.
Daarna was hij werkzaam als natuurkundige. In 1962 deed hij een classificatie van hadronen door middel van een zogeheten SU(3)-symmetrie het licht zien. In diezelfde tijd was een andere natuurkundige, de Amerikaan Murray Gell-Mann, hier ook mee bezig maar Ne'eman's classificatiewerk stond hier los van. Deze classificatie was de voorloper van het huidige quark-model.
Ne'eman richtte in 1965 de natuurkundige en sterrenkundige faculteit van de universiteit van Tel Aviv op. In allerlei leidinggevende functies (met een onderbreking in de jaren 1975-1979) was hij tot 1997 aan deze universiteit verbonden, onder andere van 1979 tot 1997 als directeur van het Sackler Institute of Advanced Studies. Eveneens was hij van 1968 tot 1990 verbonden aan de universiteit van Texas in Austin waar hij de directie voerde over het centrum voor de zogeheten deeltjestheorie. Voor zijn natuurkundig onderzoek heeft hij diverse prijzen ontvangen.
Eind jaren zeventig richtte Ne'eman de politieke partij Tehiya op, een afscheiding van de Likoed-partij. Tehiya verzette zich tegen het vredesverdrag met Egypte in het kader van de Camp-David-akkoorden. Voor deze partij zat hij van 1982 tot 1992 in het Israëlische parlement de Knesset. Eveneens bekleedde hij in die tijd tijdens de regering van premier Yitzhak Shamir de post van minister van energie en wetenschap.
In 1983 richtte hij eveneens het Israëlische Ruimte-agentschap op omdat hij dit van groot belang achtte voor de economie en de veiligheid van Israël. Bijna tot aan zijn dood was hij voorzitter van dit agentschap. De jaren daarvoor (van 1965 tot 1984) was hij verbonden aan de Israëlische Atoomenergiecommissie.
Yuval Ne'eman overleed op bijna 81-jarige leeftijd aan een beroerte.